# Loulle
Loulle ist eine französische Gemeinde im Département Jura in der Region Bourgogne-Franche-Comté.

## Geographie
Loulle liegt auf 681 m, etwa fünf Kilometer südwestlich der Stadt Champagnole (Luftlinie). Das Haufendorf erstreckt sich im Jura, auf dem Hochplateau von Champagnole, dem zweiten Plateau des westlichen Juras, südlich des Ain-Tals.
Die Fläche des 10,90 km² großen Gemeindegebiets umfasst einen Abschnitt des französischen Juras. Das Gebiet liegt ausschließlich auf dem Hochplateau von Champagnole auf durchschnittlich 700 m Diese Hochfläche zeigt ein lockeres Gefüge von Wiesland, Ackerland und ausgedehnten Waldungen, nämlich Bois de Comberaux, Bois du Petit Chanet und Bois de la Farouille im Westen und Bois du Surmont im Osten. Gegen Norden fällt das Plateau mit einem Steilhang zur Ebene von Champagnole mit dem Talkessel von Ney ab, wobei die Grenze entlang der Oberkante verläuft. Nach Süden steigt das Hochplateau leicht an. Auf einer Kuppe oberhalb der Flur La Marche wird mit 776 m die höchste Erhebung von Loulle erreicht. Das gesamte Gebiet zeigt keine oberirdischen Fließgewässer, weil das Niederschlagswasser im Untergrund versickert, der aus porösem Kalkstein besteht.
Nachbargemeinden von Loulle sind Ney und Cize im Norden, Pillemoine im Osten, Châtelneuf und Saffloz im Süden sowie Mont-sur-Monnet im Westen.

## Geschichte
Erstmals urkundlich erwähnt wird Loulle im 13. Jahrhundert unter dem Namen Olla. Durch Agglutination des französischen bestimmten Artikels wandelte sich die Schreibweise im Lauf der Zeit zu Loulle. Der Ortsname geht auf das volkslateinische Wort olla (Kessel, Topf) zurück. Seit dem Mittelalter gehörte Loulle zur Herrschaft Châtelneuf. Im 14. Jahrhundert wurde es eine eigene Pfarrei. Zusammen mit der Franche-Comté gelangte das Dorf mit dem Frieden von Nimwegen 1678 an Frankreich.
Im Jahr 2004 wurden in einem alten Steinbruch nahe dem Dorf auf einer Kalksteinplatte zahlreiche Fußspuren von Dinosauriern entdeckt. Auf der etwa 3000 m² großen Platte mit vermutlich mehr als 1000 Fußabdrücken wird im Jahr 2007 eine genauere wissenschaftliche Untersuchung durchgeführt.
|  |  |

## Sehenswürdigkeiten
Die Kirche Saint-Laurent wurde im 16. Jahrhundert erbaut.

## Bevölkerung
| Jahr                       | 1962 | 1968 | 1975 | 1982 | 1990 | 1999 | 2008 | 2018 |
| -------------------------- | ---- | ---- | ---- | ---- | ---- | ---- | ---- | ---- |
| Einwohner                  | 148  | 114  | 105  | 160  | 169  | 177  | 170  | 172  |
| Quellen: Cassini und INSEE |      |      |      |      |      |      |      |      |

Mit 173 Einwohnern (Stand 1. Januar 2022) gehört Loulle zu den kleinen Gemeinden des Départements Jura. Nachdem die Einwohnerzahl in der ersten Hälfte des 20. Jahrhunderts stets im Bereich von rund 200 Personen gelegen hatte, wurde bis Mitte der 1970er Jahre ein deutlicher Bevölkerungsrückgang verzeichnet. Seither hat die Einwohnerzahl wieder zugenommen.

## Wirtschaft und Infrastruktur
Loulle war bis weit ins 20. Jahrhundert hinein ein vorwiegend durch die Landwirtschaft und die Forstwirtschaft geprägtes Dorf. Daneben gibt es heute einige Betriebe des lokalen Kleingewerbes. Mittlerweile hat sich das Dorf auch zu einer Wohngemeinde gewandelt. Viele Erwerbstätige sind Wegpendler, die in den größeren Ortschaften der Umgebung ihrer Arbeit nachgehen.
Die Ortschaft liegt abseits der größeren Durchgangsstraßen an einer Departementsstraße, die von Champagnole nach Mont-sur-Monnet führt. Weitere Straßenverbindungen bestehen mit Saffloz und Pillemoine.